# バスク民族主義党
バスク民族主義党（バスクみんぞくしゅぎとう、バスク語: Euzko Alderdi Jeltzalea, EAJ、スペイン語: Partido Nacionalista Vasco, PNV、フランス語: Parti Nationaliste Basque, PNB） は、スペインとフランスにまたがるバスク州におけるバスク人の民族主義政党。1895年に結党され、近代のバスク民族運動を主導した。現在はスペインの国会に議員を送る地域政党であり、スペインの自治州・バスク自治州政府の政権与党である。スペインでの正式党名はEuzko Alderdi Jeltzalea-Partido Nacionalista Vascoで、略称として、両言語の略称を併記したEAJ-PNV（またはPNV-EAJ）も用いられる。日本語では、バスク民族党、バスク民族主義者党、バスク国民党、バスク・ナショナリスタ党などの訳も用いられる。

## 概要

バスク民族主義党の党旗でもあるバスク自治州旗のイクリニャ

現在のバスク民族主義党はバスク地方の独立は要求しないものの、高度な自治を支持する穏健派民族主義政党である。暴力には反対する立場であり、分離独立を求めてテロをも辞さないテロリスト集団ETA（バスク祖国と自由）とは対立している。
キリスト教民主主義インターナショナル創設時の参加政党の一つであるが、現在はフランス民主連合やイタリア民主党などとともに欧州民主党の活発な構成政党の一つである。2005年2月21日にスペインで行われた欧州憲法提案に際しては賛成する立場を示し、スペイン国会でもリスボン条約を支持した。
フランス領バスクにも同党の支部政党（フランス語: Parti National Basque, PNB、略称: EAJ-PNB）がある。また、ベネズエラ、アルゼンチン、メキシコ、ウルグアイ、チリ、アメリカ合衆国などの在外バスク人の間にも事務所がある。
青年組織として Euzko Gaztedi（略称: EGI）を持つ。
2004年スペイン議会総選挙に際して、バスク民族主義党は他のバスク民族主義政党とともにナバーラにおける政治連合ナファロア・バイを結成している。

## 歴史

### 神と古い法

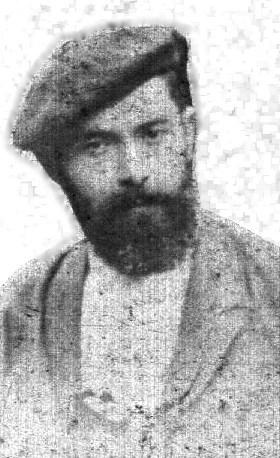
創設者のサビーノ・アラーナ

バスク民族主義党は Jaungoikoa eta Lagi-zar'a 「神と古い法」を標語として掲げている。「古い法」（Lagi-zar'a 、現代標準バスク語ではLege-zaharra）とは中世にカスティーリャ王がバスクの自治を認めた特別法（フエロス Fueros）のことで、19世紀半ばのカルリスタ戦争を経て中世的な制度が否定されるまでバスクはこの法で公認された自治を行っていた。伝統を奉じるバスクのカルリスタたちは Dios, patria, fueros, rey 「神・祖国・フエロス・王」という標語を掲げた。初期のバスクの民族主義者の多くはカルリスタから転じたもので、忠誠を捧げる「国家」が示すものをスペイン国家から「バスク国家」へ置き換えたものと言える。
Jaungoikoa eta Lagi-zar'a を略した JeL は、jelkide（JeLの同志）、jeltzale（JeLを奉じる者たち）という表現を生み出した。バスク民族主義党のバスク語名称 Euzko Alderdi Jeltzalea は直訳すると「神と古い法を奉じる者たちのバスクの党」である。また、バスク民族主義党員のことをjelkideと言う。

### 結党と初期の活動

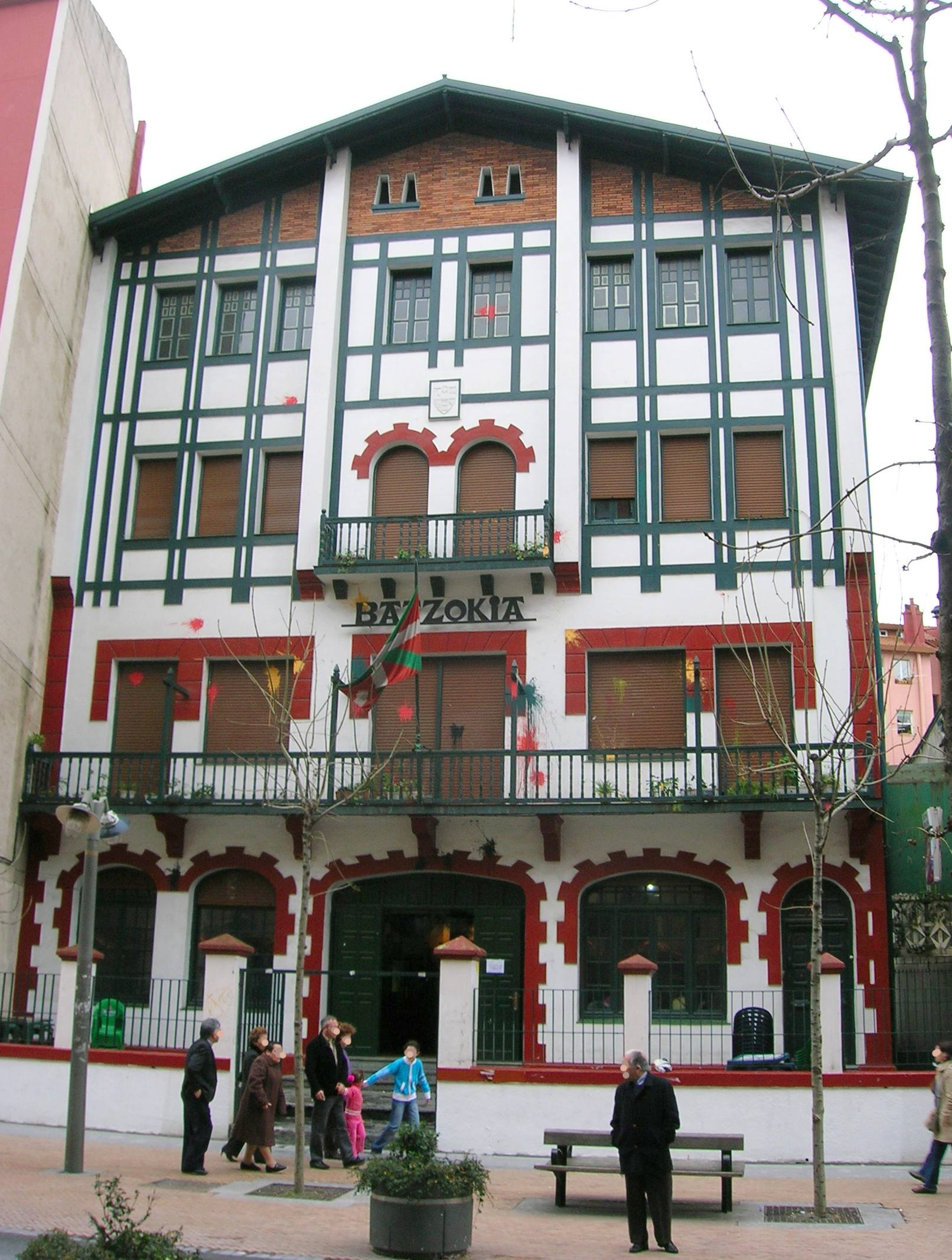
バスク民族主義党によって建てられたバラカルドの集会所

1895年、バスク民族主義党はサビーノ・アラーナらによって設立された。当初はキリスト教保守主義を掲げ、フエロスに基づく地方自治の再生と「バスク民族」の防衛を掲げていた。党員は、バスク語の姓を持っていることによって先祖代々のバスク人であることを証明しなければならなかった。1898年の県会議員選挙でアラーナが当選。1899年にはビルバオ市議会にバスク民族主義党から出馬した候補5名が当選した。1903年、サビーノ・アラーナは病没する。
1921年、アラーナが起こした運動は、穏健な民族主義者 Comunión Nacionalista Vasca (CNV) と、スペインからの独立を求める Aberri （「祖国」）に分裂した。
プリモ・デ・リベーラの独裁下（1923年 - 1930年）において、民族主義者たちの政党は非合法化され、弾圧を受けた。しかしながらその活動は、登山クラブや民俗学クラブを装って続けられた。
1930年末、AberriとCNVは再びバスク民族主義党という名の下に合同した。しかし、一部のグループはこの合同に参加せず、バスク民族主義行動党（Acción Nacionalista Vasca、略称: ACV）を結成した。ACVは穏健民族主義左派であり、独裁に抗する共和主義者や社会主義者と結んでいた。
地方分権に寛容であったスペイン第二共和政（1931年 - 1939年）の下で、スペイン国内での自治を目指すのか、スペインからの独立を目指すのかという路線対立が再び現れた。1934年から1935年にかけて、Eli Gallastegi ら急進的な独立主義者の小グループは、週刊誌 "Jagi-Jagi" とビスカヤ登山連盟を中心に結集してバスク民族主義党を離脱し、バスク民族主義党が求める自治主義を拒絶した。

### スペイン内戦
1936年7月18日、軍部の叛乱（後にフランコが主導）によりスペイン内戦が勃発する。バスクではアラバ県とパンプローナ県がフランコ軍の占領地域となった。
この事態への対処をめぐってバスク民族主義党は混乱する。カトリック主義という点で、バスク民族主義党はフランコ軍と共通の価値観を持っており、また法王庁からは共和国政府に近づかないよう圧力を受けてもいたためである。しかし、共和国政府から与えられた自治の約束と反ファシズム思想によって、バスク民族主義党は共和国政府側につくこととなる。党でもっとも人数の多かったビスカヤ県とギプスコア県の支部は、スペイン内戦を通して共和国政府支持と反ファシズムを明確に打ち出し、共和国政府側の地域の要となった。
一方、フランコ軍が占領した地域において、バスク民族主義党員は厳しい事態に直面することになった。党の県委員会のメンバーの中には、共和国政府を支持しないという通告を公的な決定抜きに出した者もあった。党員はフランスや政府側地域に逃亡したり、フランコ軍に抵抗して獄死、あるいは処刑されたりした。また、一部の党員は信条のために、あるいは攻撃を避けるためにカルリスタの隊列に身を投じた。弾圧は左翼に集中したとはいえ、バスク民族主義者もまた標的とされた。フランコ軍地域では7月には党の建物とは閉鎖され、機関紙は廃刊された。

1936年10月7日、スペイン共和国の下では困難な状況の中でバスク自治政府が成立し、バスク民族主義党の党首ホセ・アントニオ・アギーレが初代バスク自治政府首班（レンダカリ）に選出された。ビスカヤ・ギプスコアとフランコ軍に占領されていない地域を統治した自治政府は、ただちにバスク軍を組織した。バスク軍には、バスク民族主義者党を含むさまざまな政治団体が募集した民兵が結集した。
1937年6月、バスク地方で最も重要な都市であり、スペイン有数の工業都市でもあったビルバオはフランコ軍に占領された。共和国政府は撤退に際してビルバオの工業施設（製鉄・機械工業）の破壊を要請したが、アギーレらバスクの民族主義者たちはこれを拒否した。バスク人の将来の繁栄を確保する責任があると考えたためである。ビルバオを占領したフランコの叛乱軍はこれらの重要産業を利用することができた。1937年7月、バスク全域を失ったバスク軍はサンタンデール方面に撤退、共和国政府の支援もないまま、サントーニャ協約に従ってバスク軍はイタリア義勇軍に降伏した。ファシストたちは彼らの投獄や処刑を命じた。バスク民族主義者党の幹部の多くはバスク軍とともに行動しており、兵士たちと同じ運命を辿ることになった。

### フランコ体制とバスク亡命政府
支配領域を失った「バスク亡命政府」は、共和国政府の拠点バルセロナに逃れ、カタルーニャが陥落するとフランス・ベルギーを流転した。ドイツがベルギーを占領すると、アギーレ大統領はベルリンを経てアメリカ大陸に脱出、ブラジル・ウルグアイなどを経てアメリカ合衆国ニューヨークに移動し、バスク系アメリカ人の支援を受けて政治活動を続け、アメリカ合衆国の支援を期待した。第二次世界大戦中は連合国側で働き、戦後の冷戦期はラテンアメリカでの共産主義運動と戦うCIAにも協力している。1952年、アメリカ合衆国がフランコ政権を支持すると、アギーレはフランスに移り、1960年に没した。
フランコ体制下のバスクでは、バスク語の禁止などバスク民族運動の弾圧が行われる一方、破壊を免れた工業施設によって経済発展がもたらされた。アメリカ合衆国の支援を頼みとする亡命政府の影響力は低下し、その指導を受けるバスク民族主義者党の活動も穏健化した。
1959年、党の穏健方針に飽き足らない青年部の一部メンバーによって、バスク独立を掲げるETA（バスク祖国と自由）が結成された。1960年代にはETAの運動はマルクス主義者が主導し、資本主義国家スペインとの闘争のために、バスク人の民族意識を鼓吹するとともに、スペイン社会を揺さぶる活動をおこなった。

### 現代

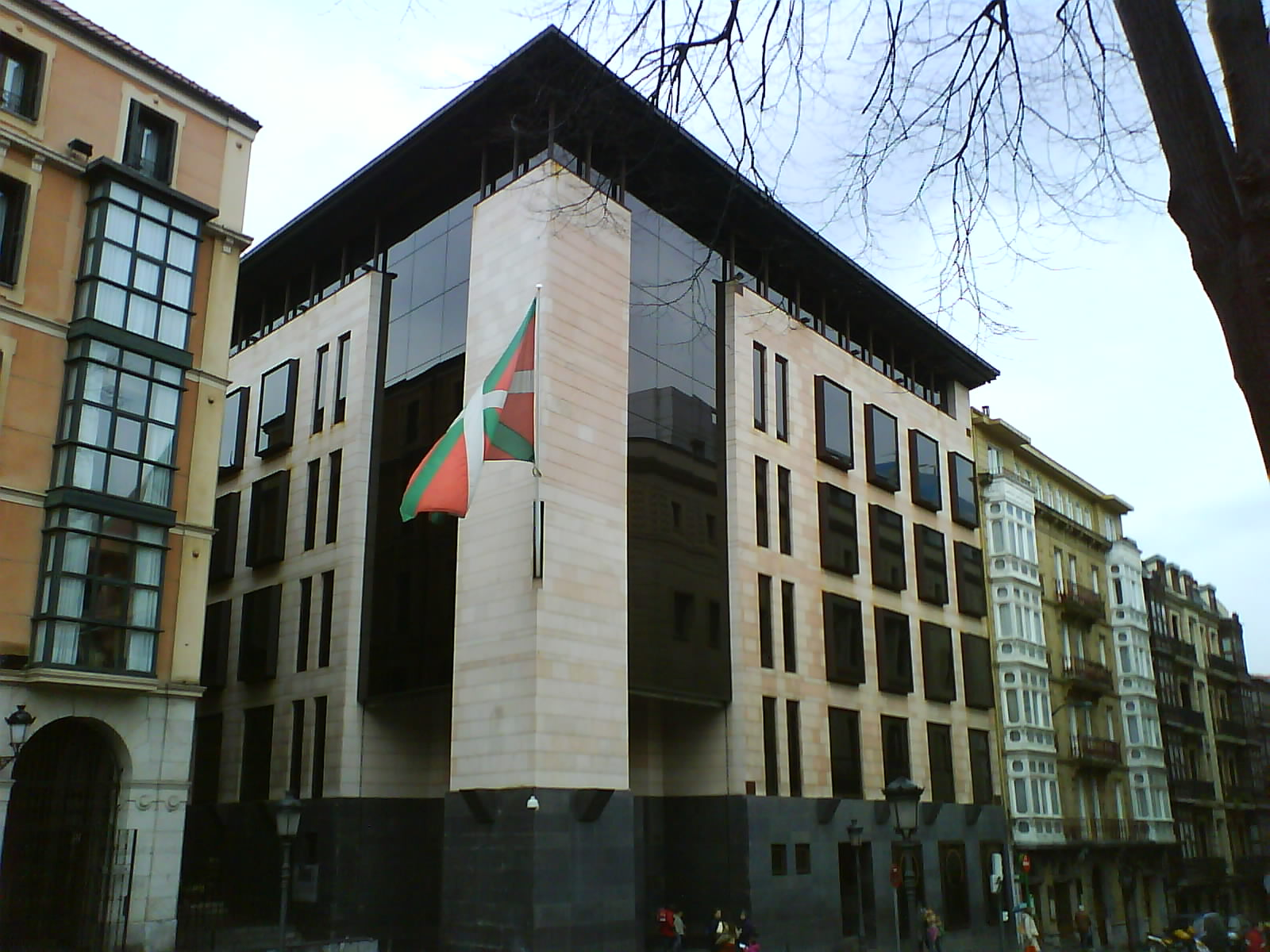
「サビノの家」と呼ばれる党本部ビル

1978年のスペイン1978年憲法によって、バスク3県（ビスカヤ県・ギプスコア県・アラバ県）にバスク自治州が設定され（ただし、憲法制定のための国民投票には、バスク民族主義者党は棄権を呼びかけている、またナバーラは単独での州を選択）、自治政府の行政機構を定めた地方自治憲章（ゲルニカ憲章）が1979年10月25日の国民投票で承認された。この年選出されたカルロス・ガライコエチェア以来、バスク民族主義党は歴代の自治政府大統領（レンダカリ: 州首相・首班とも訳される）を輩出している。
1986年のNATOのスペインの恒久加入に対する賛否を巡る投票では、賛否を投票者の意志に委ねた。スペイン全国では賛成が多数を占めたが、バスク州の有権者の間では反対の投票が多かった。
1987年には、ガライコエチェア元大統領がバスク民族主義党を離党してバスク連帯(EA)を結成し、バスク政界に衝撃をもたらした。これは、ガライコエチェアとバスク民族主義党党首シャビエル・アルサリュスの個人的な確執に加え、党のとるべき路線が、自治政府と県との関係において地方分権（バスク民族主義党）か中央集権（バスク連帯）か、あるいはキリスト教民主主義（バスク民族主義党）か社会民主主義（バスク連帯）かという対立によるものである。
1991年以降はバスク民族主義党とバスク連帯との対立感情も和らぎ、両党が地方選挙の際に民族主義者の票を集約するための政党連合を結ぶことも多くなった。1998年には、ナバーラとバスクの自治政府の選挙のために候補者リストを一本化している。バスク連帯はバスク民族主義者党主導のバスク州自治政府の連立与党となることもある。
2003年10月、当時バスク民族主義党党首でもあったレンダカリのフアン・ホセ・イバレチェは、バスク州自治憲章改正案を明らかにした。これは「民族自決」を掲げ、地方自治を拡大して中央政府とバスク自治政府との従属的な関係を見直し、アメリカ合衆国とプエルトリコの関係をモデルとする「自治自由連合」を求めるものであり、2010年にスペインとの関係について州民投票を行うというものであった。この案はバスク州議会に提出され、2004年10月に僅差で通過した。スペイン議会下院に送られた改正案はカタルーニャ民族主義政党の集中と統一やガリシア民族主義ブロックなど同様の自治権強化の主張を持つ民族主義政党が支持したものの、スペイン憲法に違反するものとして2005年1月に否決されている。
2008年からイニゴ・ウルクリュが党首を務めている。

## 備考
9月の最終日曜日は、Alderdi Eguna（党の日）とされている。この日曜日は、バスクの守護聖人（バスク民族主義者党の守護聖人ともされている）ミカエルの聖名祝日（9月29日）に近い。この祝日の中心行事は民族主義指導者を集めた政治集会であるが、屋外競技場などの広い場所で党の地方組織が飲食物や土産物の屋台を開くとともに、伝統音楽や伝統スポーツの会もあわせて開かれる祝祭となっている。